# Resolució 257 del Consell de Seguretat de les Nacions Unides
La Resolució 257 del Consell de Seguretat de les Nacions Unides, aprovada l'11 de setembre de 1968 després d'examinar l'aplicació del Regne de Swazilàndia per a ser membre de les Nacions Unides, el Consell va recomanar a l'Assemblea general que el Regne de Swazilàndia fos admès.